# Santia hirsuta
Santia hirsuta is een pissebed uit de familie Santiidae. De wetenschappelijke naam van de soort is voor het eerst geldig gepubliceerd in 1951 door Robert J. Menzies.